# Atletiek op de Olympische Zomerspelen 2012 – 100 meter mannen

Officiële video

De 100 meter mannen op de Olympische Zomerspelen 2012 in Londen vond plaats op 4 augustus (voorrondes en series) en 5 augustus 2012 (halve finales en finale). Regerend olympisch kampioen Usain Bolt uit Jamaica prolongeerde zijn titel.

## Records
Voorafgaand aan het toernooi waren dit het wereldrecord en het olympisch record.
| Wereldrecord     | Usain Bolt | 9,58 | Berlijn | 16 augustus 2009 |
| Olympisch record | Usain Bolt | 9,69 | Peking  | 16 augustus 2008 |

Tijdens dit evenement is het olympische record door Usain Bolt verbroken. Zijn tijd was 9,63.
Tijdens dit evenement zijn de volgende nationale records verbroken.
| Welk land | Atleet            | Tijd  |
| --------- | ----------------- | ----- |
| Moldavië  | Azneem Ahmed      | 10,79 |
| Ivoorkust | Ben Youssef Meïté | 10,06 |
| Gambia    | Suwaibou Sanneh   | 10,18 |
| Nederland | Churandy Martina  | 9,91  |

## Tijdschema
De tijden zijn in UTC−1.
| Datum                    | Tijd        | Onderdeel            |
| ------------------------ | ----------- | -------------------- |
| Zaterdag 4 augustus 2012 | 10:00 12:30 | Voorrondes Ronde 1   |
| Zondag 5 augustus 2012   | 19:45 21:50 | Halve finales Finale |

## Uitslagen
Legenda:

Q - Gekwalificeerd door eindplaats

q - Gekwalificeerd door eindtijd

SR - Beste tijd gelopen in seizoen voor atleet

PR - Persoonlijk record atleet

NR - Nationaal record van atleet

OR - Olympisch record

WR - Wereldrecord

### Voorrondes
Kwalificatieregels:
1. De twee snelste van elke heat kwalificeerden zich direct voor de series.
2. Van de overgebleven atleten kwalificeerden de twee snelste zich ook voor de series.

#### Heat 1
| Rang | Naam                      | Land | Reactie Tijd   | Tijd  | Opmerking |
| ---- | ------------------------- | ---- | -------------- | ----- | --------- |
| 1    | Artur Bruno Rojas         | BOL  | 0,162          | 10,62 | Q         |
| 2    | Devilert Arsene Kimbembe  | CGO  | 0,143          | 10,68 | Q, SR     |
| 3    | Holder da Silva           | GBS  | 0,168          | 10,69 | q, SR     |
| 4    | Joseph Andy Lui           | TGA  | 0,184          | 11,17 |           |
| 5    | Mohan Khan                | BAN  | 0,149          | 11,25 | PR        |
| 6    | Kilakone Siphonexay       | LAO  | 0,174          | 11,30 |           |
| 7    | Christopher Lima da Costa | STP  | 0,195          | 11,56 | PR        |
|      |                           |      | Wind: +0,9 m/s |       |           |

#### Heat 2
| Rang | Naam                | Land | Reactie Tijd   | Tijd  | Opmerking |
| ---- | ------------------- | ---- | -------------- | ----- | --------- |
| 1    | Jurgen Themen       | SUR  | 0,158          | 10,55 | Q         |
| 2    | Fernando Lumain     | INA  | 0,155          | 10,80 | Q, SR     |
| 3    | Wilfried Bingangoye | GAB  | 0,239          | 10,89 |           |
| 4    | Liaquat Ali         | PAK  | 0,169          | 10,90 |           |
| 5    | Rodman Teltull      | PLW  | 0,171          | 11,06 | PR        |
| 6    | Tavevele Noa        | TUV  | 0,180          | 11,55 |           |
| 7    | Timi Garstang       | MHL  | 0,162          | 12,81 |           |
|      |                     |      | Wind: +0,9 m/s |       |           |

#### Heat 3
| Rang | Naam                  | Land | Reactie Tijd   | Tijd  | Opmerking |
| ---- | --------------------- | ---- | -------------- | ----- | --------- |
| 1    | Béranger Aymard Bosse | CAF  | 0,162          | 10,55 | Q         |
| 2    | Yeo Foo Ee Gary       | SIN  | 0,159          | 10,57 | Q, PR     |
| 3    | Azneem Ahmed          | MDV  | 0,153          | 10,79 | q, NR     |
| 4    | J'maal Alexander      | IVB  | 0,163          | 10,92 |           |
| 5    | John Howard           | FSM  | 0,203          | 11,05 |           |
| 6    | Chris Walasi          | SOL  | 0,164          | 11,42 |           |
| 7    | Elama Fa’atonu        | ASA  | 0,170          | 11,48 | PR        |
|      |                       |      | Wind: +1,7 m/s |       |           |

#### Heat 4
| Rang | Naam                   | Land | Reactie Tijd   | Tijd  | Opmerking |
| ---- | ---------------------- | ---- | -------------- | ----- | --------- |
| 1    | Gérard Kobéané         | BUR  | 0,194          | 10,42 | Q, SR     |
| 2    | Fabrice Coiffic        | MRI  | 0,149          | 10,62 | Q         |
| 3    | Courtney Carl Williams | VIN  | 0,164          | 10,80 | PR        |
| 4    | Rachid Chouhal         | MLT  | 0,160          | 10,83 | SR        |
| 5    | Tilak Ram Tharu        | NEP  | 0,156          | 10,85 | PR        |
| 6    | Massoud Azizi          | AFG  | 0,167          | 11,19 |           |
| 7    | Nooa Takooa            | KIR  | 0,155          | 11,53 | PR        |
| 8    | Patrick Tuara          | COK  | 0,165          | 11,72 |           |
|      |                        |      | Wind: +0,5 m/s |       |           |

### Series
Kwalificatieregel:
1. Van elke heat gaan de 3 snelste atleten rechtstreeks door naar de halve finales.
2. Van de overgebleven atleten gaan de 3 snelste ook door naar de halve finales.

#### Heat 1
| Rang | Baan | Naam                  | Land | Reactie Tijd   | Tijd  | Opmerking |
| ---- | ---- | --------------------- | ---- | -------------- | ----- | --------- |
| 1    | 6    | Tyson Gay             | USA  | 0,147          | 10,08 | Q         |
| 2    | 5    | Richard Thompson      | TRI  | 0,151          | 10,14 | Q         |
| 3    | 7    | Gerald Phiri          | ZAM  | 0,147          | 10,16 | Q         |
| 4    | 3    | Jaysuma Saidy Ndure   | NOR  | 0,166          | 10,28 | Q, SR     |
| 5    | 4    | Ángel David Rodríguez | ESP  | 0,168          | 10,34 |           |
| 6    | 2    | Jurgen Themen         | SUR  | 0,169          | 10,53 |           |
| 7    | 5    | Isidro Montoya        | COL  | 0,165          | 10,54 |           |
| 8    | 1    | Yeo Foo Ee Gary       | SIN  | 0,144          | 10,69 |           |
|      |      |                       |      | Wind: −1,4 m/s |       |           |

#### Heat 2
| Rang | Baan | Naam                      | Land | Reactie Tijd   | Tijd  | Opmerking |
| ---- | ---- | ------------------------- | ---- | -------------- | ----- | --------- |
| 1    | 4    | Justin Gatlin             | USA  | 0,200          | 9,97  | Q         |
| 2    | 6    | Derrick Atkins            | BAH  | 0,179          | 10,22 | Q         |
| 3    | 5    | Rondel Sorrillo           | TRI  | 0,148          | 10,23 | Q         |
| 4    | 8    | Dariusz Kuć               | POL  | 0,163          | 10,24 |           |
| 5    | 9    | Nilson Andre              | BRA  | 0,172          | 10,26 | SR        |
| 6    | 7    | Masashi Eriguchi          | JPN  | 0,144          | 10,30 |           |
| 7    | 3    | Barakat Mubarak Al-Harthi | OMA  | 0,152          | 10,41 |           |
| 8    | 2    | Fernando Lumain           | INA  | 0,162          | 10,90 |           |
|      |      |                           |      | Wind: +0,7 m/s |       |           |

#### Heat 3
| Rang | Baan | Naam                  | Land | Reactie Tijd   | Tijd  | Opmerking |
| ---- | ---- | --------------------- | ---- | -------------- | ----- | --------- |
| 1    | 6    | Ryan Bailey           | USA  | 0,177          | 9,88  | Q, PR     |
| 2    | 7    | Ben Youssef Méité     | CIV  | 0,174          | 10,06 | Q, NR     |
| 3    | 5    | Justyn Warner         | CAN  | 0,149          | 10,09 | Q, PR     |
| 4    | 3    | Kemar Hyman           | CAY  | 0,150          | 10,16 | q         |
| 5    | 8    | Suwaibou Sanneh       | GAM  | 0,176          | 10,21 | q, NR     |
| 6    | 4    | Rytis Sakalauskas     | LTU  | 0,178          | 10,29 |           |
| 7    | 1    | Berenger Aymard Bosse | CAF  | 0,170          | 10,55 |           |
| 8    | 2    | Artur Bruno Rojas     | BOL  | 0,154          | 10,65 |           |
|      |      |                       |      | Wind: +1,5 m/s |       |           |

#### Heat 4
| Rang | Baan | Naam                      | Land | Reactie Tijd   | Tijd  | Opmerking |
| ---- | ---- | ------------------------- | ---- | -------------- | ----- | --------- |
| 1    | 6    | Usain Bolt                | JAM  | 0,178          | 10,08 | Q         |
| 2    | 4    | Daniel Bailey             | ANT  | 0,162          | 10,12 | Q         |
| 3    | 5    | James Dasaolu             | GBR  | 0,174          | 10,13 | Q         |
| 4    | 2    | Amr Ibrahim Mostafa Seoud | EGY  | 0,164          | 10,22 |           |
| 5    | 3    | Jason Rogers              | SKN  | 0,177          | 10,30 |           |
| 6    | 7    | Ohgo-Oghene Egwero        | NGR  | 0,174          | 10,38 |           |
| 7    | 1    | Hodler da Silva           | GBS  | 0,182          | 10,71 |           |
|      | 8    | Idrissa Adam              | CMR  | 0,206          | *     | *         |
|      |      |                           |      | Wind: +0,4 m/s |       |           |

(*) - Is niet gefinisht

#### Heat 5
| Rang | Baan | Naam                     | Land | Reactie Tijd  | Tijd  | Opmerking |
| ---- | ---- | ------------------------ | ---- | ------------- | ----- | --------- |
| 1    | 6    | Asafa Powell             | JAM  | 0,166         | 10,04 | Q         |
| 2    | 3    | Adam Gemili              | GBR  | 0,156         | 10,11 | Q         |
| 3    | 5    | Churandy Martina         | NED  | 0,168         | 10,20 | Q         |
| 4    | 8    | Reza Ghasemi             | IRI  | 0,148         | 10,31 |           |
| 5    | 4    | Obinna Metu              | NGR  | 0,153         | 10,35 |           |
| 6    | 7    | Ramon Gittens            | BAR  | 0,162         | 10,35 |           |
| 7    | 1    | Paul Williams            | GRN  | 0,168         | 10,65 |           |
| 8    | 2    | Devilert Arsene Kimbembe | CGO  | 0,157         | 10,94 |           |
|      |      |                          |      | Wind: 0,0 m/s |       |           |

#### Heat 6
| Rang | Baan | Naam           | Land | Reactie Tijd   | Tijd  | Opmerking |
| ---- | ---- | -------------- | ---- | -------------- | ----- | --------- |
| 1    | 4    | Yohan Blake    | JAM  | 0,175          | 10,00 | Q         |
| 2    | 6    | Ryota Yamagata | JPN  | 0,149          | 10,07 | Q, PR     |
| 3    | 2    | Bingtian Su    | CHN  | 0,162          | 10,19 | Q, SR     |
| 4    | 5    | Antoine Adams  | SKN  | 0,154          | 10,22 | q         |
| 5    | 8    | Peter Emelieze | NGR  | 0,153          | 10,22 | SR        |
| 6    | 7    | Jeremy Bascom  | GUY  | 0,135          | 10,31 |           |
| 7    | 3    | Marek Niit     | EST  | 0,158          | 10,40 |           |
| 8    | 1    | Azneem Ahmed   | MDV  | 0,157          | 10,84 |           |
|      |      |                |      | Wind: +1,3 m/s |       |           |

#### Heat 7
| Rang | Baan | Naam            | Land | Reactie Tijd   | Tijd  | Opmerking |
| ---- | ---- | --------------- | ---- | -------------- | ----- | --------- |
| 1    | 8    | Dwain Chambers  | GBR  | 0,157          | 10,02 | Q, SR     |
| 2    | 5    | Jimmy Vicaut    | FRA  | 0,196          | 10,11 | Q, SR     |
| 3    | 4    | Keston Bledman  | TRI  | 0,195          | 10,13 | Q,        |
| 4    | 6    | Warren Fraser   | BAH  | 0,171          | 10,27 |           |
| 5    | 7    | Miguel López    | PUR  | 0,145          | 10,31 |           |
| 6    | 1    | Gérard Kobéané  | BUR  | 0,186          | 10,48 |           |
| 7    | 2    | Fabrice Coiffic | MRI  | 0,165          | 10,59 |           |
|      | 3    | Kim Collins     | SKN  | **             | **    | **        |
|      |      |                 |      | Wind: +2,0 m/s |       |           |

(**) - Is niet gestart.

### Halve finale
Kwalificatieregels:
1. De twee snelste van iedere heat gaan rechtstreeks door naar de finale.
2. Van de overgebleven atleten gaan de twee snelste ook door naar de finale.

#### Heat 1
| Rang | Baan | Naam              | Land | Reactie Tijd   | Tijd  | Opmerking |
| ---- | ---- | ----------------- | ---- | -------------- | ----- | --------- |
| 1    | 7    | Justin Gatlin     | USA  | 0,187          | 9,82  | Q         |
| 2    | 2    | Churandy Martina  | NED  | 0,148          | 9,91  | Q, NR     |
| 3    | 4    | Asafa Powell      | JAM  | 0,155          | 9,94  | q         |
| 4    | 8    | Keston Bledman    | TRI  | 0,175          | 10,04 |           |
| 5    | 6    | Ben Youssef Méité | CIV  | 0,163          | 10,13 |           |
| 6    | 5    | Jimmy Vicaut      | FRA  | 0,203          | 10,16 |           |
| 7    | 9    | James Dasaolu     | GBR  | 0,174          | 10,18 |           |
| 7    | 3    | Suwaibou Sanneh   | GAM  | 0,175          | 10,18 | NR        |
|      |      |                   |      | Wind: +0,7 m/s |       |           |

#### Heat 2
| Rang | Baan | Naam             | Land | Reactie Tijd   | Tijd  | Opmerking |
| ---- | ---- | ---------------- | ---- | -------------- | ----- | --------- |
| 1    | 4    | Usain Bolt       | JAM  | 0,180          | 9,87  | Q         |
| 2    | 7    | Ryan Bailey      | USA  | 0,155          | 9,92  | Q         |
| 3    | 8    | Richard Thompson | TRI  | 0,158          | 10,02 | q         |
| 4    | 5    | Dwain Chambers   | GBR  | 0,154          | 10,05 |           |
| 5    | 9    | Gerald Phiri     | ZAM  | 0,165          | 10,11 | SR        |
| 6    | 6    | Daniel Bailey    | ANT  | 0,142          | 10,16 |           |
| 7    | 2    | Antoine Adams    | SKN  | 0,159          | 10,27 |           |
| 8    | 3    | Su Bingtian      | CHN  | 0,157          | 10,28 |           |
|      |      |                  |      | Wind: +1,0 m/s |       |           |

#### Heat 3
| Rang | Baan | Naam            | Land | Reactie Tijd   | Tijd  | Opmerking |
| ---- | ---- | --------------- | ---- | -------------- | ----- | --------- |
| 1    | 6    | Yohan Blake     | JAM  | 0,176          | 9,85  | Q         |
| 2    | 4    | Tyson Gay       | USA  | 0,151          | 9,90  | Q         |
| 3    | 7    | Adam Gemili     | GBR  | 0,158          | 10,06 |           |
| 4    | 8    | Derrick Atkins  | BAH  | 0,164          | 10,08 | SR        |
| 5    | 9    | Justyn Warner   | CAN  | 0,135          | 10,09 | PR        |
| 6    | 5    | Ryota Yamagata  | JPN  | 0,158          | 10,10 |           |
| 7    | 3    | Rondel Sorrillo | TRI  | 0,140          | 10,31 |           |
|      | 2    | Kemar Hyman     | CAY  | *              | *     | *         |
|      |      |                 |      | Wind: +1,7 m/s |       |           |

(*) Is niet gestart.

### Finale
| Plaats | Baan | Naam             | Land | Reactietijd    | Resultaat | Opmerking |
| ------ | ---- | ---------------- | ---- | -------------- | --------- | --------- |
| Goud   | 7    | Usain Bolt       | JAM  | 0,165          | 9,63      | OR        |
| Zilver | 5    | Yohan Blake      | JAM  | 0,179          | 9,75      | PR        |
| Brons  | 6    | Justin Gatlin    | USA  | 0,178          | 9,79      | PR        |
| 4      | 8    | Ryan Bailey      | USA  | 0,176          | 9,88      | PR        |
| 5      | 9    | Churandy Martina | NED  | 0,139          | 9,94      |           |
| 6      | 2    | Richard Thompson | TRI  | 0,160          | 9,98      |           |
| 7      | 3    | Asafa Powell     | JAM  | 0,155          | 11,99     |           |
| –      | 4    | Tyson Gay        | USA  | 0,145          | 9,80      | DSQ       |
|        |      |                  |      | Wind: +1,5 m/s |           |           |

## Videobeelden
- Voorrondes
- Series
- Halve finale
- Finale